# Nuugaarmiut
Nuugaarmiut [ˌnuːˈɣɑːmːiut] (nach alter Rechtschreibung Nûgârmiut) ist eine wüst gefallene grönländische Siedlung im Distrikt Narsaq in der Kommune Kujalleq.

## Lage
Nuugaarmiut liegt am Kap Nuummiut an der Nordwestspitze der Halbinsel, auf der 6,5 km südöstlich Narsaq liegt. Damit liegt Nuugaarmiut an der Stelle, an der sich der Ikersuaq (Bredefjord) und die Meerenge Narsap Ikerasaa verbinden.

## Geschichte
Nuugaarmiut war ein Wohnplatz, über den nichts weiter bekannt ist, als dass er bereits 1870 verlassen war.